# Betty Ann Kitchener

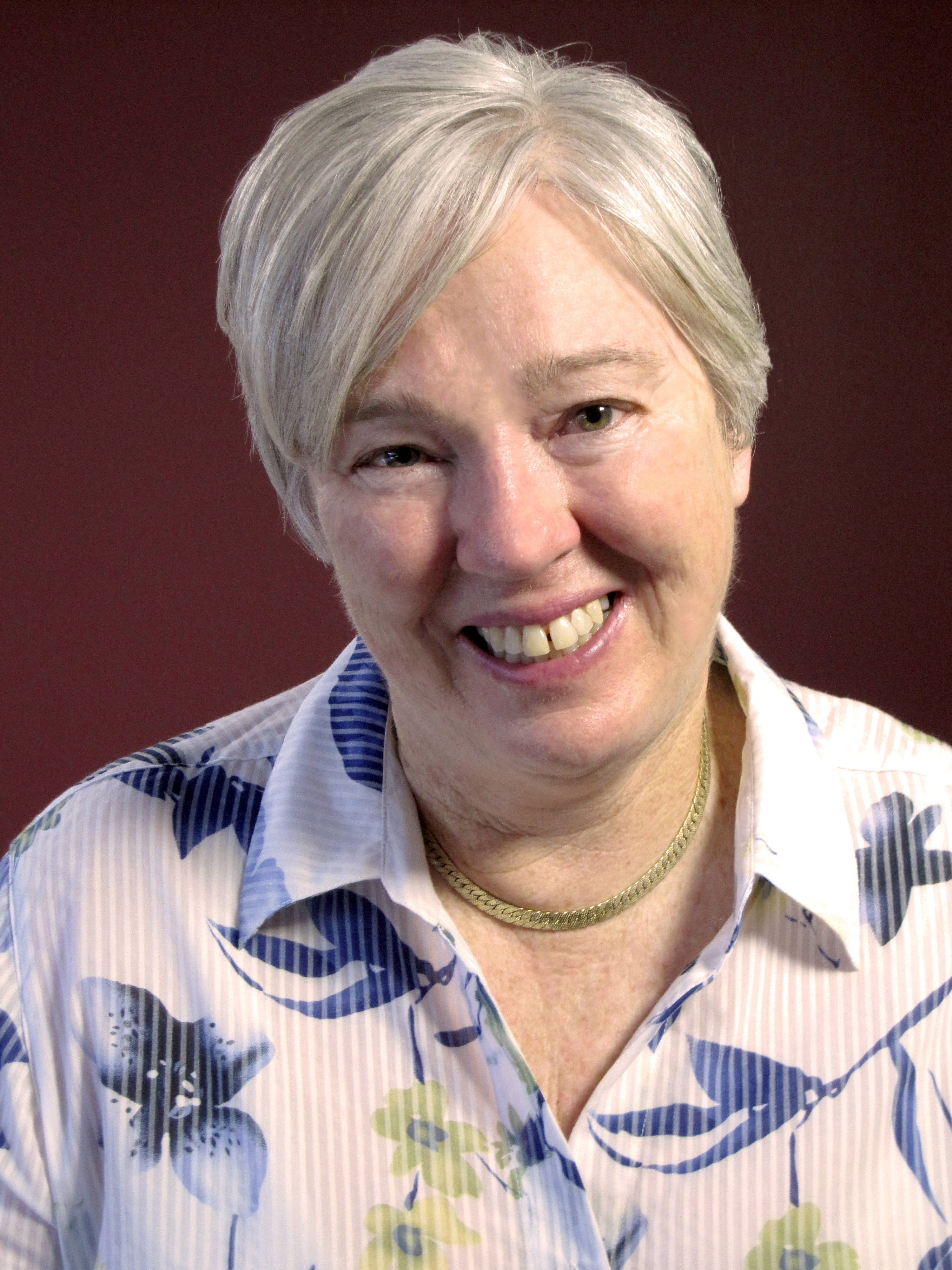
Betty Ann Kitchener (2013)

Betty Ann Kitchener AM (* 31. Mai 1951) ist eine australische Krankenschwester und Gründerin der Bildungsinitiative für psychische Gesundheit Mental Health First Aid.

## Karriere
Betty Kitchener ist ausgebildete Pädagogin, Krankenschwester und Coach. Außerdem ist sie Patientenfürsprecherin für den Bereich psychische Gesundheit, nachdem sie selbst wiederholt schwere Depressionen erlebt hat. Sie war Dozentin an der Australian National University und an der Universität Melbourne. Bis Ende 2016 war sie Geschäftsführerin von Mental Health First Aid Australia. Kitchener hat eine Honorarprofessur an der Deakin University inne.

## Gemeinnütziges Engagement
Im Jahr 2000 gründete Kitchener zusammen mit ihrem Ehemann Anthony Jorm, der auf dem Gebiet der psychischen Gesundheit forscht, Mental Health First Aid in Canberra. Mental Health First Aid ist eine Bildungsinitiative, die Laien schult, anderen Menschen zu helfen, die sich in einer psychischen Krise befinden oder psychische Gesundheitsprobleme entwickeln. Dieses Programm wird in 27 Ländern weltweit angeboten. Bis zum Jahr 2020 haben über 850.000 Australier (über 3 % der Bevölkerung) und fast 4 Millionen Menschen weltweit durch MHFA ein Training in Erster Hilfe für psychische Gesundheit erhalten.
Mental Health First Aid-Trainings werden mittlerweile in zahlreichen Ländern angeboten, dazu gehören Australien, Bangladesch, Bermuda, China, Dänemark, Deutschland, Finnland, Frankreich, Großbritannien, Hongkong, Indien, Irland, Japan, Kanada, Luxemburg, Malta, Nepal, Neuseeland, Niederlande, Österreich, Pakistan, Portugal, Saudi-Arabien, Singapur, Südafrika, Schweden, Schweiz, USA und Vereinigte Arabische Emirate.

## Auszeichnungen und Preise
Kitchener hat zahlreiche Preise und Ehrungen für ihre Arbeit für Mental Health First Aid bekommen, unter anderem:
- Order of Australia Medal (OAM),[19][2]
- Excellence in Mental Health Education, National Council of Behavioral Healthcare, USA,[2][20][21]
- Exceptional Contribution to Mental Health Services Award, MHS,[3][20]
- Induction to the Victorian Honour Roll of Women, 2011.[2][3]
- Finalist, Victorian Senior Australian of the Year,[22][2]
- Australia’s 100 Women of Influence Award,[23][20]
- Mitglied des Order of Australia (AM), 2015, für bedeutende Verdienste um die Gemeinschaft durch Unterstützung der psychischen Gesundheit sowie durch Forschungs- und Bildungsprogramme[24],
- Der Betty-Kitchener-Preis wurde 2019 von der Universität Canberra eingeführt, um Studenten mit Forschungsprojekten zur psychischen Gesundheit zu unterstützen,[25]